# RG Wiking Berlin
Die RG Wiking Berlin, eigentlich Rudergesellschaft Wiking, ist ein Sportverein aus Berlin-Neukölln.

## Geschichte und Lage

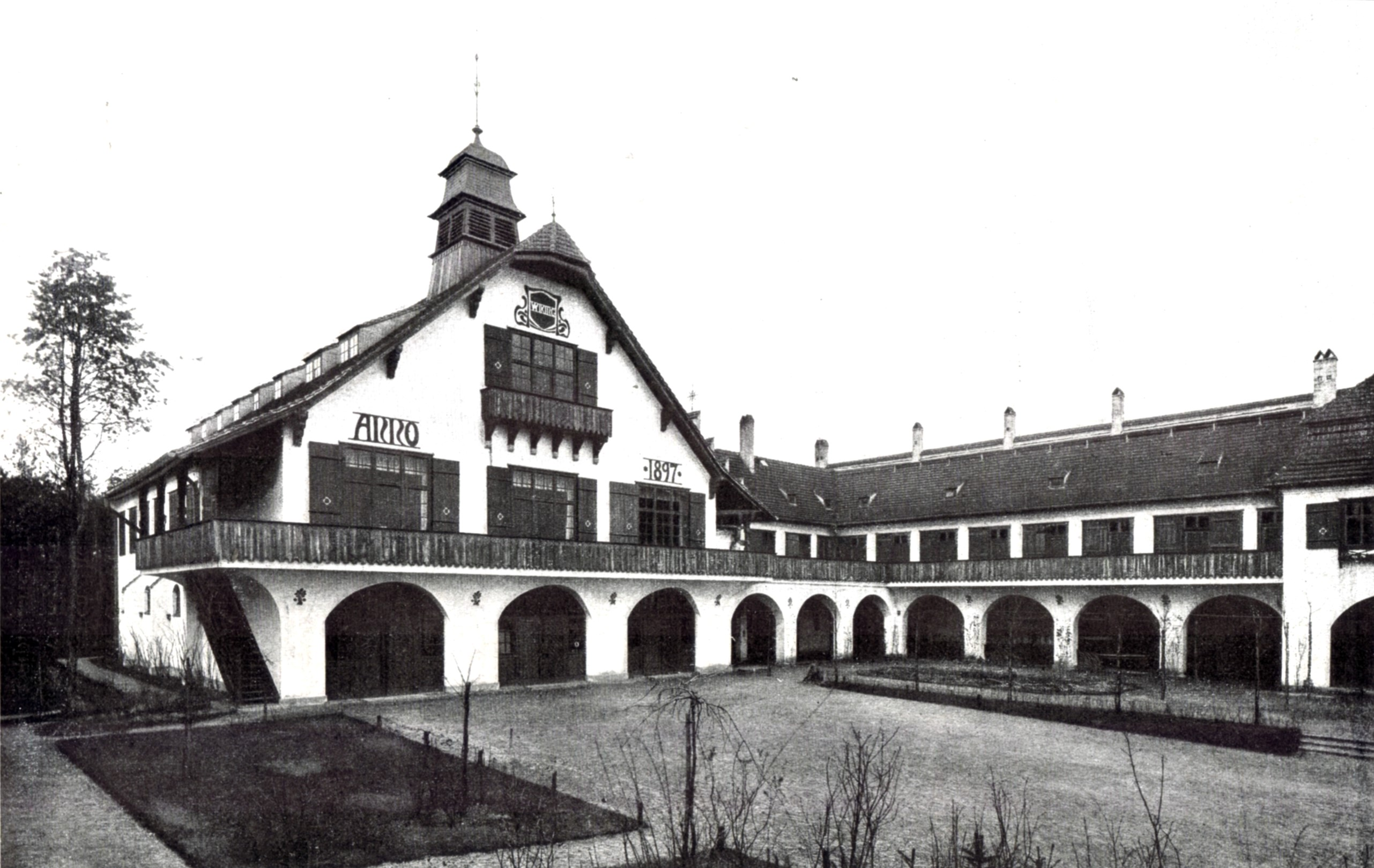
Das erste Bootshaus in Niederschöneweide

Der Verein wurde 1896 gegründet. 1898 wurde das Bootshaus in Niederschöneweide eingeweiht. 1945 wurde der Verein verboten und das Bootshaus beschlagnahmt. 1950 gründete sich der Verein in Neukölln neu und errichtete im Folgejahr sein erstes Bootshaus. 1997 wurde dieses Bootshaus gekündigt und 2000 ein neues Bootshaus am seitherigen Standort errichtet.
Die RG Wiking Berlin ist ein reiner Männerverein. Er arbeitet mit dem Neuköllner Ruderclub Berlin (NRCB) zusammen, so dass auch Frauen im Ruderrevier am Neuköllner Wasserkreuz ihren Sport betreiben können.

## Bekannte Sportler
Der erste Olympiateilnehmer der Rudergesellschaft war Bernhard von Gaza im Einer. Bei den Olympischen Spielen 1908 in London musste er im Halbfinale wegen seines nicht mehr funktionstüchtigen Stemmbretts aufgeben. Da der dritte Platz nicht ausgerudert wurde, wird Bernhard von Gaza mit dem Verlierer des zweiten Halbfinales als Dritter geführt.
Bei den Olympischen Spielen 1936 in Berlin stellte die Rudergesellschaft Wiking den kompletten Achter. Alfred Rieck, Helmut Radach, Hans Kuschke, Heinz Kaufmann, Gerd Völs, Werner Loeckle, Hans-Joachim Hannemann, Herbert Schmidt, und Steuermann Wilhelm Mahlow belegten den dritten Platz hinter dem Achter aus den Vereinigten Staaten und den Italienern.
2000 nahm Dirk Meusel an den Olympischen Spielen in Sydney teil, er wurde Elfter im Vierer ohne Steuermann.
Deutschland nahm 1913 erstmals an Ruder-Europameisterschaften teil. Bernhard von Gaza nahm zusammen mit Wenzel Joesten am Wettbewerb im Doppelzweier teil und belegte den dritten Platz. 1934 nahmen Herbert Braun und Hans Georg Möller im Zweier ohne Steuermann an den Europameisterschaften in Luzern teil und gewannen die Silbermedaille. Bei den 1937 in Amsterdam gewannen Wilhelm Ewerth, Heinz Kaufmann, Erich Knorr, Walter Kaps und Wilhelm Mahlow den Europameistertitel im Vierer mit Steuermann als Rudergemeinschaft von Wiking und der Turngemeinde in Berlin, wobei Ewerth und Kaps von der Turngemeinde kamen. Kaufmann und Mahlow hatten im Vorjahr an den Olympischen Spielen teilgenommen.
Ruder-Weltmeisterschaften gibt es erst seit 1962. Die ersten Medaillen für ein Mitglied der Rudergesellschaft holte Olaf Kaska 1998 und 2003, der zweimal den Leichtgewichts-Achter zur Goldmedaille steuerte. Daniel Lawitzke erruderte zwei Silbermedaillen im Leichtgewichts-Doppelvierer. Max Röger gewann 2018 den Titel im Leichtgewichts-Doppelvierer.